# Rail Club du Kadiogo
Rail Club du Kadiogo do 1987 Association Sportive de la Régie de chemin de fer Abidjan Niger (ASRAN) – burkiński klub piłkarski z siedzibą w Wagadugu, występujący w Superdivision du Burkina Faso (najwyższej klasie rozgrywkowej swego kraju).

## Sukcesy
- Superdivision[2]:
  - mistrzostwo (4): 2005, 2016, 2017, 2022.

- Puchar Burkiny Faso[3]:
  - zwycięstwo (3): 1994, 2012, 2016.

- Superpuchar Burkiny Faso[4]:
  - zwycięstwo (1): 2012.

## Występy w afrykańskich pucharach
| Sezon     | Rozgrywki                 | Runda       | Kraj                          | Klub                   | Dom | Wyjazd | Dwumecz      |
| --------- | ------------------------- | ----------- | ----------------------------- | ---------------------- | --- | ------ | ------------ |
| 1976      | Puchar Zdobywców Pucharów | wstępna     | Gambia                        | Gambia Ports Authority | 2–1 | 4–1    | 6–2          |
| 1976      | Puchar Zdobywców Pucharów | 1           | Gwinea                        | AS Kaloum Star         | 1–0 | 0–7    | 1–7          |
| 1978      | Puchar Zdobywców Pucharów | 2           | Mauretania                    | Espoirs Nawakszut      | 2–0 | 0–0    | 2–0          |
| 1978      | Puchar Zdobywców Pucharów | ćwierćfinał | Egipt                         | Zamalek SC             | 1–0 | 1–2    | 2–2          |
| 1978      | Puchar Zdobywców Pucharów | półfinał    | Gwinea                        | Horoya AC              | 3–2 | 0–1    | 3–3          |
| 1993      | Puchar Zdobywców Pucharów | 1           | Kamerun                       | Olympic Mvolyé         | 1–1 | 0–1    | 1–2          |
| 2006      | Liga Mistrzów             | wstępna     | Algieria                      | USM Algier             | 1–1 | 0–1    | 1–2          |
| 2013      | Puchar Konfederacji       | wstępna     | Niger                         | Sahel SC               | 1–1 | 0–1    | 1–2          |
| 2013      | Puchar Konfederacji       | 1           | Wybrzeże Kości Słoniowej      | ASEC Mimosas           | 1–1 | 1–2    | 2–3          |
| 2017      | Liga Mistrzów             | wstępna     | Kongo                         | CSMD Diables Noirs     | 3–0 | 0–1    | 3–1          |
| 2017      | Liga Mistrzów             | 1           | Algieria                      | USM Algier             | 1–0 | 0–2    | 1–2          |
| 2017      | Puchar Konfederacji       | play-off    | Tunezja                       | Club Sportif Sfaxien   | 1–2 | 0–2    | 1–4          |
| 2018      | Liga Mistrzów             | wstępna     | Gabon                         | CF Mounana             | 1–0 | 0–2    | 1–2          |
| 2022/2023 | Liga Mistrzów             | 1           | Ghana                         | Asante Kotoko SC       | 0–0 | 1–0    | 1–1 (k. 3–1) |
| 2022/2023 | Liga Mistrzów             | 2           | Demokratyczna Republika Konga | AS Vita Club           | 0–0 | 0–0    | 0–0 (k. 3–4) |
| 2022/2023 | Puchar Konfederacji       | play-off    | Demokratyczna Republika Konga | FC Saint Eloi Lupopo   | 0–1 | 0–1    | 0–2          |

## Stadion
Domowe mecze klub rozgrywa na stadionie o nazwie Stade de Kadiogo w Wagadugu. Stadion może pomieścić 15000 widzów.